# Svema
Veřejně obchodovatelná společnost Svema byl ukrajinský a sovětský podnik na výrobu filmu, fotografického filmu,  rentgenových filmů, fotopapíru, magnetofonových pásek a kazet. Nachází se ve městě Šostka. Společnost byla založena 1. října 1931 a zanikla v roce 2000.
Šostské výzkumné a výrobní sdružení Svema bylo považováno za eso špičkových technologií v oblasti jemné chemie. Specializovalo se na výrobu amatérských filmů a fotografických filmů, magnetických pásek pro audio, video, počítačové vybavení, jakož i leteckých fotografických filmů, radiografických filmů, lepicích pásek a tiskových barev. Výrobky byly určeny jak pro civilní, tak pro vojenský sektor. Dodáváno bylo do zemí RVHP a rozvojových zemí.

## Název
Název Svema je tvořen počátečními písmeny slovního spojení Materiály citlivé na světlo (rusky: Svetočuvstvitelnyje materialy Светочувствительные материалы).

## Historie
Na XV. sjezdu strany bylo město Šostka vybráno jako staveniště první sovětské filmové továrny. V září 1930 byl Chraut Viktor Fomič jmenován ředitelem ještě nedokončené továrny.
Dne 1. října 1931 začala továrna fungovat. V roce 1934 začala továrna vyrábět film pro záznam zvuku a rentgenový film. Již v roce 1937 byl na film vyrobený v továrně natočen film Velykyj hromadjanyn (Skvělý občan) - první sovětský celovečerní film natočený výhradně na sovětský materiál. V roce 1938 začali vyrábět barevný film.
Během druhé světové války byla továrna přesunuta  do Krasnojarsku. V roce 1954 byl otevřena linka na výrobu magnetických pásek. Od roku 1965 se stala značka Svema ochrannou známkou podniku.

## Současnost
Do roku 1996 společnost fungovala efektivně. Od roku 2004 je veřejně obchodovatelná společnost Svema v procesu reorganizace, která měla přilákat investory, aby pokračovali v průmyslové výrobě v daném místě buď na základě stávajících zařízení a technologií, nebo vytvářením nových produkcí.
K 31. květnu 2019 naplánovalo ministerstvo spravedlnosti Ukrajiny aukci na prodej majetku podniku Svema. 

## Produktová řada
Společnost vyráběla:
- 8mm film 1 × 8, 2 × 8, 2 × 8C, 1 × 8C v jednorázových kazetách;
- 16 mm kinofilm s oboustrannou perforací;
- 16 mm neperforovaný fotografický film pro fotoaparáty Kyjev-Vega;
- 35mm fotografický film typu 135 negativní, pozitivní a pro mikrofilmování ;
- 60 mm fotografický film typu 120 ;
- Listový negativní fotografický film různých formátů;
- 35mm film všech typů: negativní, pozitivní, prototyp;
- 70 mm film pro širokoúhlý kinematograf;
- Listový fototechnický film různých stupňů;
- magnetické pásky různých typů.

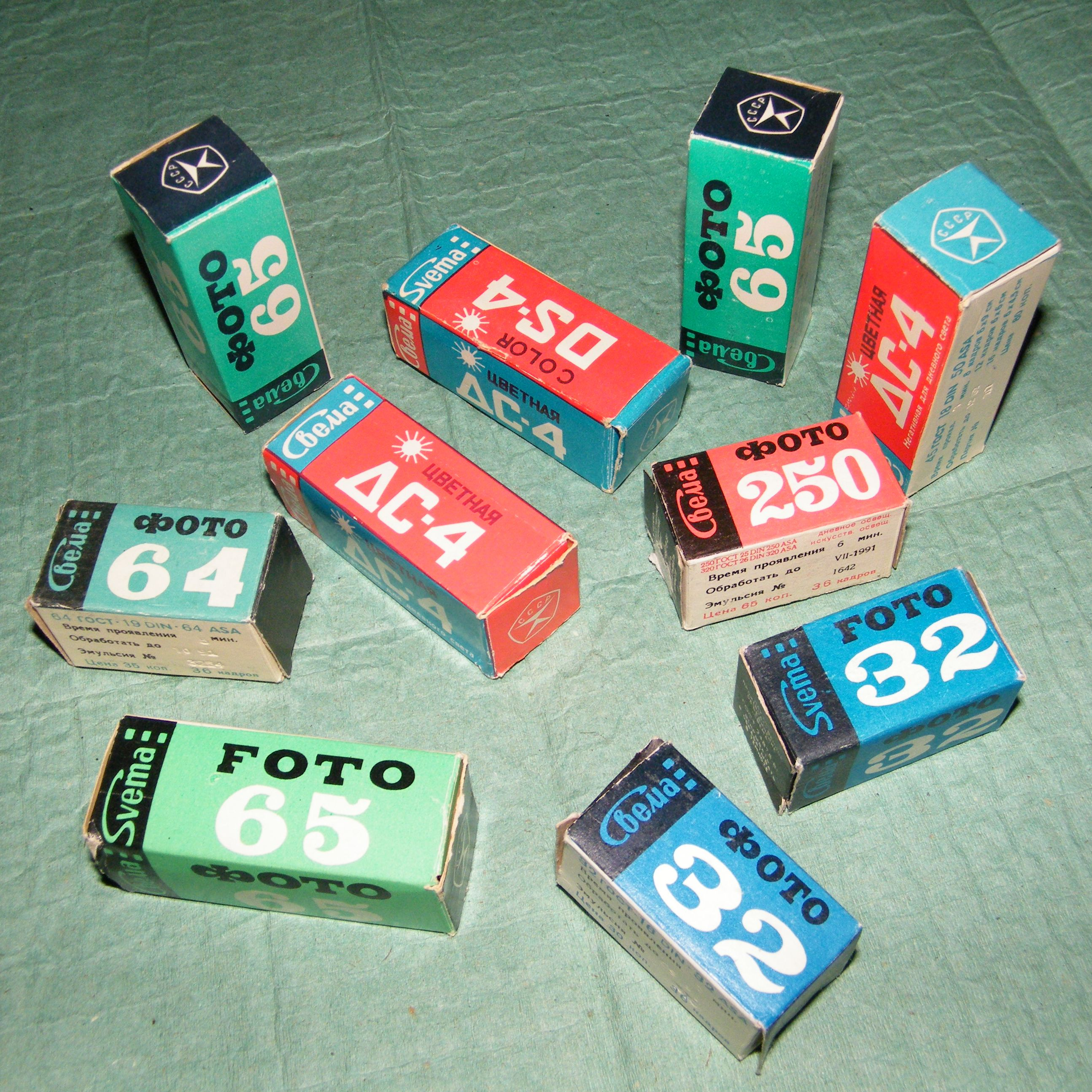
Černobílé fotografické filmy FOTO-65 a FOTO-64, barevný fotografický film DS-4
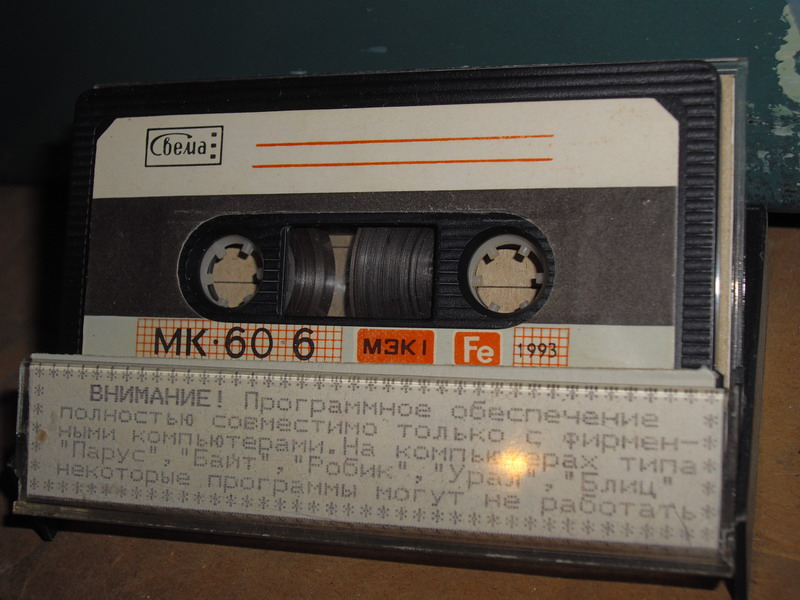
Kazetová magnetofonová páska "Svema" MK-60-6 (1990)
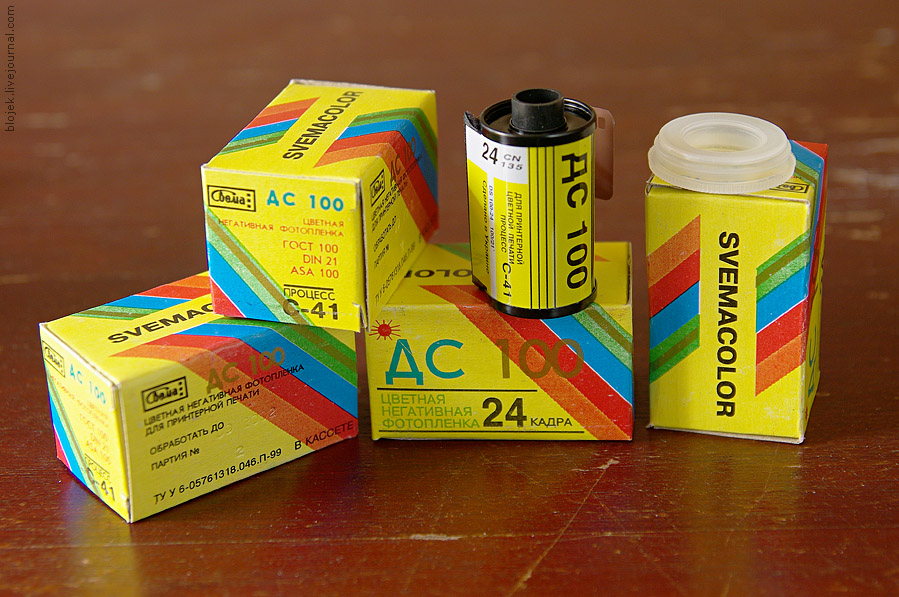
Fotografický film DS-100, proces C-41 (2000)
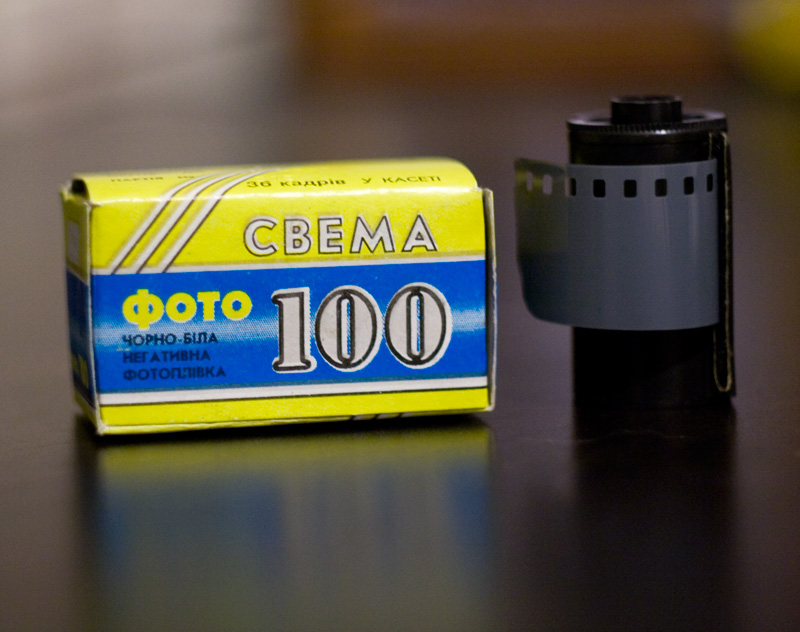
Fotografický film FOTO-100 (2009)
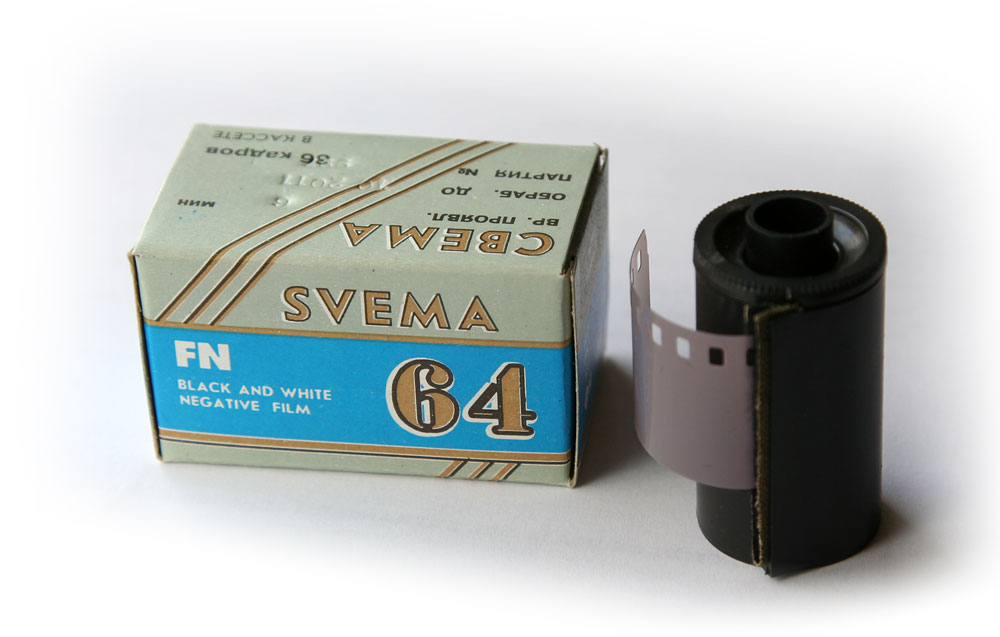
Fotografický film FN-64 (2009)
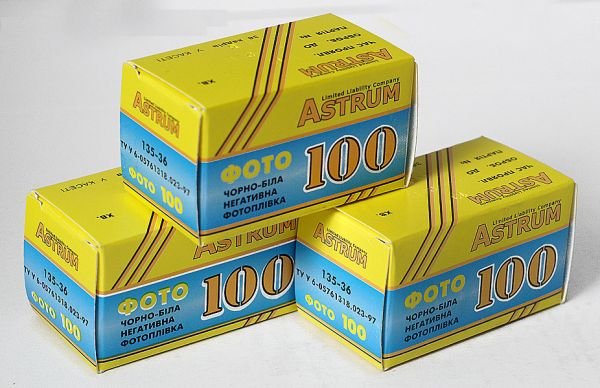
Fotografický film FOTO-100 (2012, LTD Astrum)
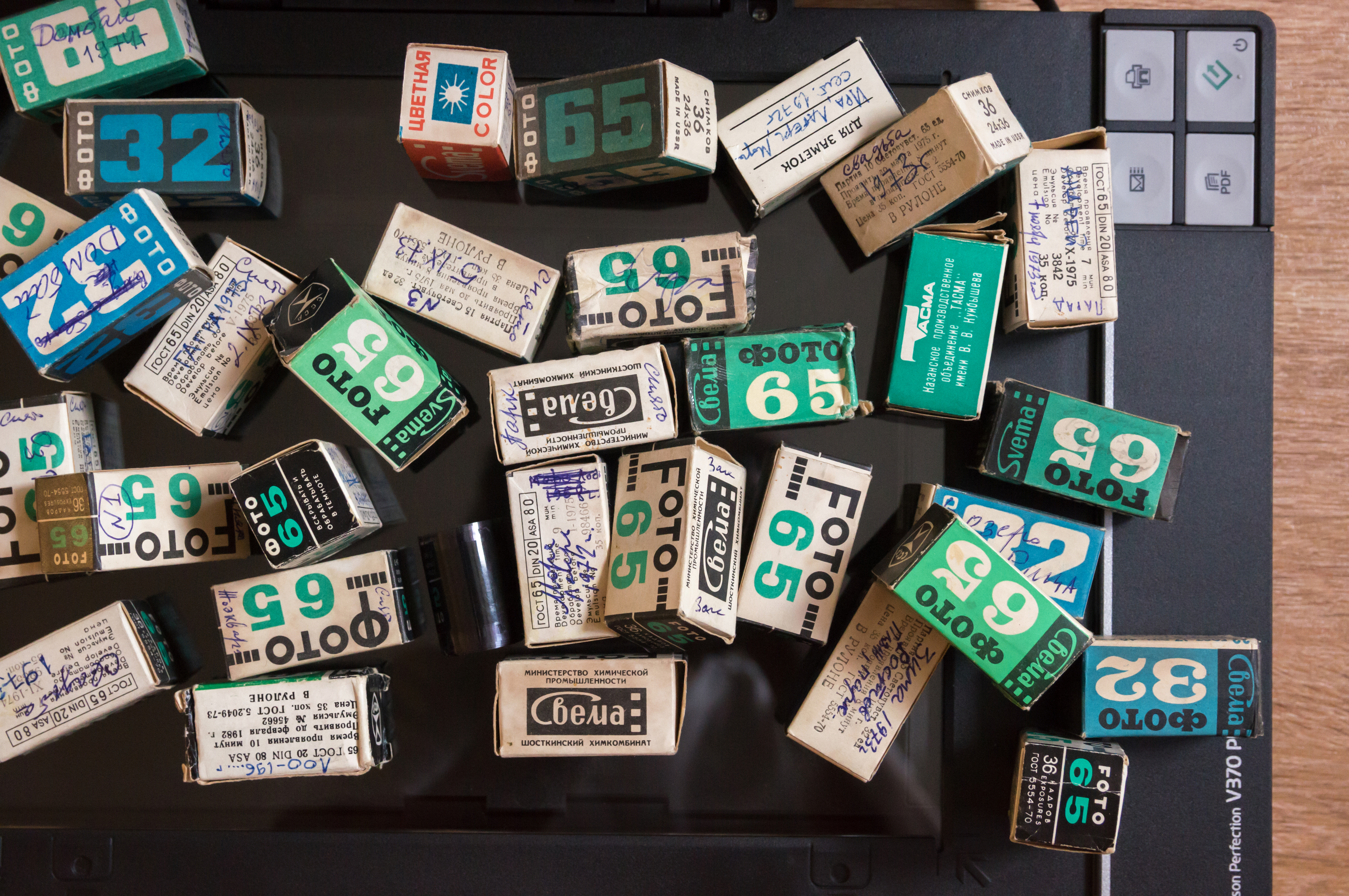
Černobílé fotografické filmy
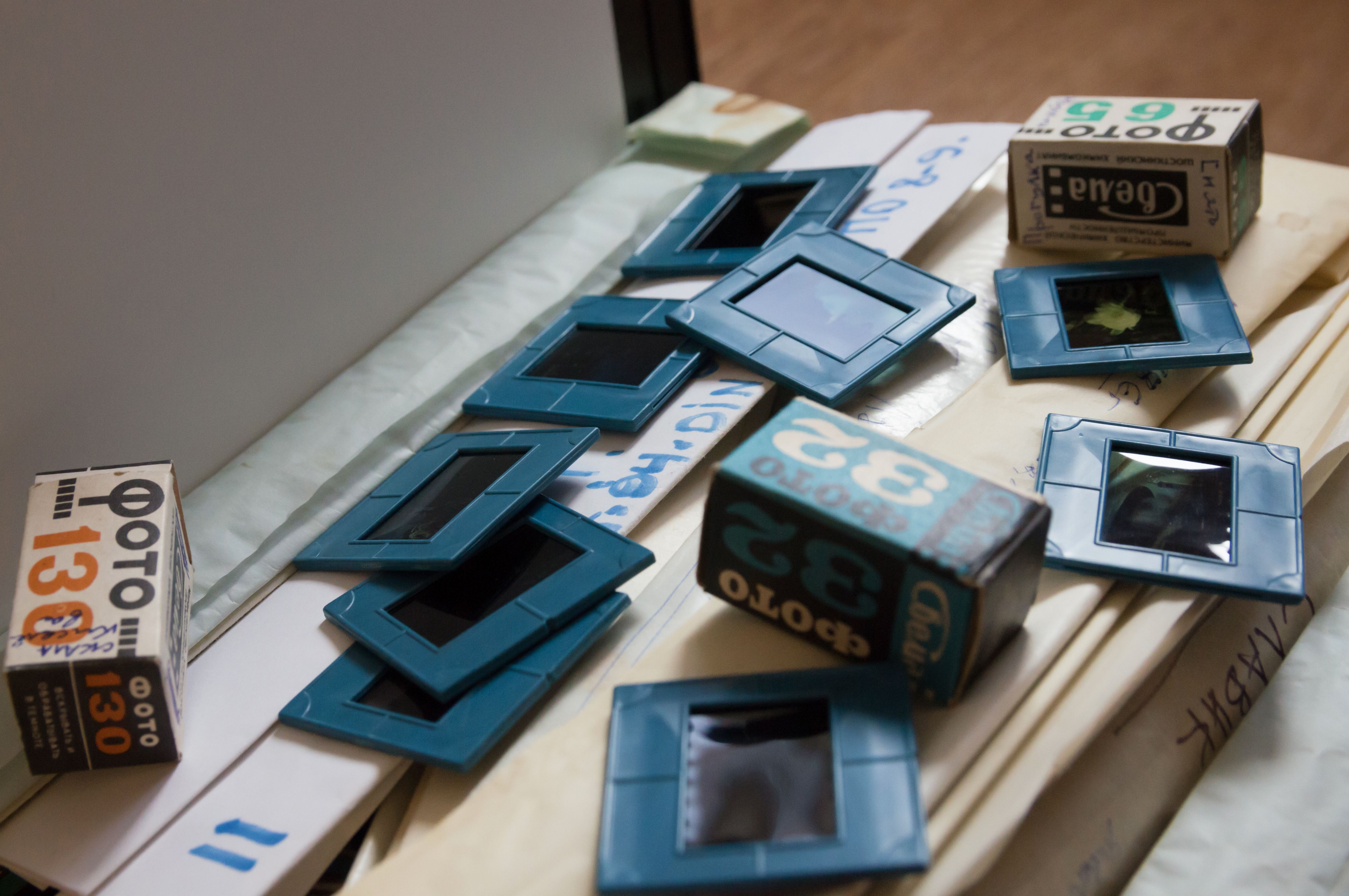
Černobílé fotografické filmy

Většina zvukových kazet slavných sovětských popových zpěváků byla zaznamenána na magnetické kazety Svema a drtivá většina sovětských filmů byla natočena na kinofilm stejné značky. Počítaje v to:
- Ščors
- Velyka zahrava
- Hrunja Kornjakova
- Soročyns'ka jarmarka
- Holka